# Карл V (граф Ангулему)
Карл V (1459 — 1 січня 1497, Шатонеф-ан-Ангумуа) — другий син графа Ангулему Іоанна III і його дружини Маргарити Роган, батько французького короля Франциска I.

## Біографія
Про Карла відомо мало. У 1467 році помер його батько Іоанн III і семирічний Карл успадкував графство Ангулем. Регентом під час його дитинства була його мати Маргарита. У 1488 році регент Франції Анна де Боже влаштувала шлюб Карла з Луїзою Савойської, в якому народилося двоє дітей. Крім дружини у Карла було кілька коханок. Відомі імена двох із них — Антуанетти Поліньяк і Жанни Конт, від яких у Карла народилося принаймні 3 доньки. Основним місцем Карла був Коньяк. Саме в ньому народився майбутній французький король Франциск I. Карл несподівано помер 1 січня 1497 року в Шатонеф-ан-Ангумуа. Його тіло поховали в кафедральному соборі Ангулема поруч із батьками. Його володіння успадкував малолітній Франциск під регентством матері Луїзи.

## Родина
Дружина — Луїза Савойська (1478—1531), донька герцога Савойського Філіппа II
Діти:
- Маргарита (1492—1549) — в першому шлюбі з герцогом Алансонським Карлом IV,в другому з Генріхом II, королем Наварри
- Франциск I (1494—1547) — король Франції від 1515 року.

Коханка — Антуанетта Поліньяк
- Іоанна Ангулемська (1471/1475—1538)
- Магдалина Ангулемська (1476—1543)